# Baldy Man
Baldy Man ist der Name einer britischen Comedyserie, die von 1995 bis 1997 auf dem Fernsehsender ITV ausgestrahlt wurde. In Deutschland lief die Serie erstmals von Januar bis Mai 1996 auf dem Sender ProSieben und wurde bis August 2002 diverse Male wiederholt.
Hauptdarsteller ist der schottische Schauspieler und Comedian Gregor Fisher.

## Inhalt
Der Baldy Man ist eine schräge und schrille Figur. Seine Kleidung ist extravagant, seine Frisur besteht lediglich aus einem schmalen, vom rechten zum linken Ohr gekämmten Haarstreifen, der Rest ist kahl – ein sogenannter Comb-Over. Der Baldy Man lebt in einem kitschig eingerichteten Haus: braune Veloursteppiche, Schmetterlingsuhren, Tigerfelle und allerlei sonstiger Nippes.
Was immer die Titelfigur unternimmt, sei es ein Besuch beim Friseur, die Renovierung des Hauses oder eine Konferenz, es endet meist im Chaos.
Eine Besonderheit der Serie ist, dass die Personen zwar miteinander kommunizieren, jedoch nur in einer für den Zuschauer unverständlichen Fantasiesprache.
Eine Folge bestand aus zwei Episoden, die je ca. 12 Minuten lang waren.
Das Konzept der Serie erinnert mit der komischen Titelfigur und der Dialogarmut an Mr. Bean.

## Episoden-Übersicht
Staffel 1
1. Ein neuer Look/Die Konferenz (A new Look/Delegate)
2. Fitness ist alles/Der Hypochonder (Keep Fit/Ill)
3. Der Handwerker/Das Klassentreffen (D.I.Y./Reunion)
4. Teehaus/Haustiere (Tea Room/Pets)
5. Ein genüßliches Bad/Der Schiedsrichter (Bath/Referee)
6. Friseurtermin/Der Einbruch (Hair/Crime)

Staffel 2
1. Muttertag/Ein Duft liegt in der Luft (Mother´s Day/Smell)
2. Im Goldrausch/Tierliebe (Goldrush/Goat)
3. Grillparty/Puppen-Flirt (Barbecue/China Doll)
4. Fahrer der Braut/Banana Drama (Chauffeur of the Bride/Back Window)
5. In der Notaufnahme/Der Babysitter (Casualty/Babysitting)
6. Im Puzzlefieber/Das Mörder-Wochenende (Jigsaw/Murder)
7. Der Müll-Sheriff/Aliens (Litter Avenger/Aliens)

## Trivia
Die Figur des Baldy Man war später auch Werbefigur für die Zigarren-Marke Hamlet.